# François Lecat
François Lecat (ur. 19 kwietnia 1993 w Brukseli) – belgijski siatkarz, grający na pozycji przyjmującego, reprezentant Belgii. 

## Przebieg kariery
| 2011–2012             | STV Tilburg                 |
| 2012–2013             | VC Euphony Asse - Lennik    |
| 2013–2015             | Noliko Maaseik              |
| 2015–2017             | Calzedonia Werona           |
| 2017–2018             | Tonno Callipo Vibo Valentia |
| 2018–2019             | Narbonne Volley             |
| 2019–2020             | Peimar Calci                |
| 2020–2021             | Lindemans Aalst             |
| 2021–2022             | Al Arabi Ad-Dauha           |
| 2022– (od 12.01.2022) | Knack Roeselare             |

## Sukcesy klubowe
Mistrzostwo Belgii:
- 2022[5]
- 2014

Puchar Challenge:
- 2016

## Sukcesy reprezentacyjne
Mistrzostwa Europy Juniorów:
- 2012